# ModCon
ModCon è stata una convention di giochi da tavolo, di ruolo, wargame e videogiochi organizzata a Modena, dal 1985 al 2007, dal Club TreEmme, con il contributo  di tantissime associazioni di giocatori da tutta Italia e al Patrocinio della Regione Emilia-Romagna, della Provincia di Modena, degli Assessorati alle Politiche Giovanili e allo Sport del Comune di Modena.
Nel 2008 è diventato un festival ludico e ha cambiato nome in Play - Festival del Gioco.

## Storia
A Pavia, nel 1982 si tenne una primissima convention di giocatori, auto-organizzata, poco formalizzata, con un esiguo numero di partecipanti, ma che viene da tutti ricordata come la prima convention dei giocatori (allora, soprattutto giochi di simulazione bellica). La seconda edizione si svolse a Verona, nel 1984, con il nome di VerCon, organizzata dal negozio I giochi dei Grandi; da allora, ogni anno, a settembre, i giocatori italiani di molte categorie di giochi si riuniscono per confrontarsi, giocare e spesso acquistare le ultime novità. ModCon è la convention con maggior numero di edizioni ed attualmente quella di maggior successo di pubblico.

### La prima edizione
La prima ModCon fu organizzata con un alto tasso di improvvisazione, poiché si trattava di una 'prima' e soprattutto i problemi di bilancio erano notevoli, specie per una associazione non a scopo di lucro che con un fallimento avrebbe rischiato di sparire. Ciononostante, grazie anche alla sponsorizzazione del negozio Orsa Maggiore di Modena, ModCon prese il via il sabato pomeriggio del settembre 1985 nel Palazzo dello Sport di Viale Monza, per l'occasione riempito di tavoli e sedie.
Nonostante il caldo, il successo fu buono e, dopo aver lasciato lo spazio a VerCon per l'anno successivo, il Club TreEmme decise di riprovarci due anni dopo.

### Il 'quadrilatero'
Non esistendo, di fatto, un organismo che decidesse chi organizzava la convention, la scelta era lasciata un po' all'iniziativa personale. Negli anni successivi si stabilì una informale e tacita successione di organizzatori che prevedeva una turnazione a quattro: Modena, Padova, Verona, e un'altra città. Nel corso di questi anni, in linea di massima, ogni convention (ed in particolare ogni ModCon) portò ad un incremento degli eventi, degli spazi e dei partecipanti.

### 1999-2008
Dopo ModCon 98 (data già anticipata rispetto alla scadenza del 'quadrilatero') si verificarono una serie di eventi indipendenti che portarono il Club alla rinuncia del meccanismo di turnazione. Da allora ModCon si svolge ogni anno, sempre nella stessa sede - con la sola eccezione di Padova nel 2001. Però anche VerCon mantiene una sua propria cadenza biennale, con il risultato che a settembre vi sono, negli anni pari, due convention, entrambe di grosse dimensioni e ravvicinate nel tempo, mentre nel resto dell'anno il panorama è piuttosto libero. Le due Con, in ogni caso, si contendono il titolo puramente formale di Convention Nazionale dei giocatori, per cui la numerazione cambia a seconda che si segua la tradizione ModCon o VerCon

### Play festival del gioco
Nel 2008, con l'intento di aprirsi a un pubblico più generalista, il festival ha cambiato nome in Play festival del gioco, riducendo le giornate di convention a solo sabato e domenica e spostandosi nei padiglioni di Modena Fiere.
Quella del 2008 è stata l'ultima edizione a tenersi nel mese di settembre; nel 2009 non si è svolta, mentre dal 2010 in poi si è sempre tenuta nei mesi di marzo/aprile.

## Edizioni

### Edizioni di ModCon
| Ed. | Nome        | Ubicazione             | Date                      | Note |
| --- | ----------- | ---------------------- | ------------------------- | --- |
| 1   | ModCon 85   | Palazzetto dello Sport |                           | III Convention Nazionale, 1200 ingressi |
| 2   | ModCon 87   | Palazzetto dello Sport | 18-20 settembre           | V Convention Nazionale, 1500 ingressi |
| 3   | ModCon 91   | Palazzetto dello Sport | 19-22 settembre           | IX Convention Nazionale, 2400 ingressi |
| 4   | ModCon 95   | Palazzetto dello Sport | 21-24 settembre           | XIII Convention Nazionale, 3000 ingressi |
| 5   | ModCon 98   | Area Ex-AMCM           | 14-27 settembre           | XVI Convention Nazionale, Ospite d'onore: Jervis Johnson |
| 6   | ModCon 99   | Polisportiva Sacca     | 8-10 settembre            | Ospite d'onore: Gary Gygax |
| 7   | ModCon 2000 | Polisportiva Sacca     | 29 settembre - 1º ottobre | |
| 8   | ModCon 02   | Polisportiva Sacca     | 27-29 settembre           | XX Convention Nazionale |
| 9   | ModCon 03   | Polisportiva Sacca     | 26-28 settembre           | XXI Convention Nazionale |
| 10  | ModCon 04   | Polisportiva Sacca     | 24-26 settembre           | XXII Convention Nazionale, 3200 ingressi, Ospite d'onore: Andreas Seyfarth                                                                                     |
| 11  | ModCon 05   | Polisportiva Sacca     | 23-25 settembre           | XXIII Convention Nazionale, 3500 ingressi, Ospite d'onore: Andreas Seyfarth                                                                                    |
| 12  | ModCon 06   | Polisportiva Sacca     | 22-24 settembre           | XXIV Convention Nazionale, 4400 ingressi, Ospiti d'onore: Andreas Seyfarth, Karen Seyfarth, Cristophe Boerlinger, Riccardo Crosa, Ennio Peres, Riccardo Albini |
| 13  | ModCon 07   | Polisportiva Sacca     | 21-23 settembre           | XXV Convention Nazionale, Ospiti d'onore: Cristophe Boerlinger, William Attia                                                                                  |